# جورج إس. كلاين
جورج إس. كلاين (بالإنجليزية: George S. Klein)‏ هو عالم نفس أمريكي، ولد في 15 يوليو 1917، وتوفي في 1971.

## وصلات خارجية
- جورج إس. كلاين على موقع الموسوعة البريطانية (الإنجليزية)